# Lourdes Meléndez García
Lourdes Meléndez García (Madrid, 15 de agosto de 1966) es una diplomática española, embajadora de España en Malí desde agosto de 2008.

## Biografía
Licenciada en Derecho, ingresó en 1996 en la carrera diplomática. Ha estado destinada en las representaciones diplomáticas españolas en Ghana, Noruega y representación permanente ante el Consejo de Europa. Ha sido jefa del Área de Política Exterior África Norte, en la Dirección General de Política Exterior para el Mediterráneo, Oriente Próximo y África, y hasta 2008 fue Subdirectora General Adjunta de África del Norte.
Fue embajadora de España en Malí (2008-2012).